# Bovilla
Vodni zadrževalnik Bovilla (albansko Ujëmbledhësi i Bovillës) je akumulacijsko jezero v Albaniji, ki leži v pogorju Dajti približno 14 km severovzhodno od Tirane, znotraj narodnega parka Dajti. Služi kot glavni vir pitne vode za Tirano.

## Geografija
Jezero je bilo ustvarjeno z zajezitvijo reke Tërkuzë, pritoka Ishëma. Tërkuzë izvira na vzhodu zunanjega dela obalne gorske verige in teče skozi kanjon Shkallë e Bovillës med vrhovoma Maja e Gomtitit (1268 m) ter Mali i Bjeshit (1239 m). 91 m visok in 130 m dolg jez je bil zgrajen iz lokalnega konglomerata, gramoza in peska na vhodu v ta kanjon. Gradnja se je začela leta 1988, a je zastala ob padcu komunističnega režima in se nadaljevala oktobra 1993 z italijansko državno pomočjo. Jez je bil končan leta 1996, nakar se je zadrževalnik polnil do leta 1998, ko je bil predan v uporabo.
Na hribovitem območju okoli zadrževalnika je devet odročnih vasi s skupno nekaj več kot 5000 prebivalci, ki se ukvarjajo predvsem s kmetijstvom. Zaradi izgradnje so morali preseliti približno 400 družin. Te so prejele odškodnino za izgubljeno zemljo, a je preseljevanje kljub temu naletelo na nasilen odpor.
Gladina vode niha 7–10 m z letnimi časi, najvišja je v deževnih zimskih mesecih. V letih 2006 do 2008 so meritve pokazale največjo globino približno 45 metrov ter površino 4,6 km². Razliko od 53 m, kolikor je znašala globina na začetku, pripisujejo nalaganju rečnih sedimentov. Tërkuzë prinaša približno 105 milijonov m³ vode na leto iz svojega 98 km² velikega porečja. Letna poraba vode znaša 78 milijonov m³, kar je približno enako prostornini zadrževalnika. Jeklena cev odvaja 1800 litrov vode na sekundo v prečiščevalnik. Nekaj vode se porabi tudi za namakanje.

## Varovanje okolja
Zadrževalnik leži v naravnem parku. Kopanje v njem je prepovedano, so pa klifi okrog kanjona in samega jezu plezalne točke.
V njem živi le nekaj vrst rib, med njimi najpogostejše pisanka (Alburnoides bipunctatus) in krapovci iz rodu Barbus. Ribiči lovijo tudi bele amurje (Ctenopharyngodon idella) v večjem številu. Za izboljšanje kakovosti vode so večkrat vložili srebrne tolstolobike (Hypophthalmichthys molitrix).
Septembra 2001 so uporabniki zaznali čuden vonj in okus vode iz zadrževalnika. Preiskava je ugotovila, da je kakovost vode še vedno dobra, kot najverjetnejši vzrok spremembe pa so izpostavili razrast aktinobakterij. Predlagali so ukrepe za zmanjšanje kalnosti vode, kot so pogozdovanje za zmanjšanje erozije, dodatno zaščito obalnega območja in prečiščevanje odpadne vode iz okoliških naselij.